# Ryūsuke Arisaka
Ryūsuke Arisaka (有坂 隆祐, Arisaka Ryūsuke) (né le 15 septembre 1917 à Tokyo au Japon - mort le 27 novembre 1986) est un patineur artistique japonais qui a été cinq fois champion du Japon entre 1940 et 1951.

## Biographie

### Carrière sportive
Ryusuke Arisaka a été élevé à Sapporo en Hokkaido. Il est champion du Japon junior en 1936. Il se casse la cheville droite l'année suivante et vient participer à ses premiers championnats nationaux senior en 1938, qu'il remportera à cinq reprises (1940, 1941, 1947, 1948 et 1951).
Il était considéré au Japon comme un patineur prometteur pour les jeux olympiques d'hiver de 1940 qui était prévu dans son pays à Sapporo. Mais le Japon avait renoncé dès 1938 à cette organisation, et les jeux prévus ensuite à Helsinki ont finalement été annulés.
Ainsi, il n'a jamais participé aux Jeux olympiques d'hiver et n'a représenté son pays qu'une seule fois à une grande compétition internationale lors des championnats du monde de 1951 à Milan. À cette occasion, il était accompagné de sa compatriote féminine Etsuko Inada. Il n'a jamais pu participer à de grands championnats internationaux pendant onze ans, car ceux-ci ont été interrompues pendant la Seconde Guerre mondiale de 1940 à 1946, et que les athlètes japonais ont été exclus pendant quatre années de 1947 à 1950 car issus d'un pays vaincu.

### Reconversion
Après sa retraite sportive, il a travaillé comme entraîneur de patinage artistique. Il a entraîné entre autres la patineuse Miwa Fukuhara et le patineur Hideo Sugita.
Il meurt le 27 novembre 1986 à l'âge de 69 ans.

## Palmarès
| Compétition | 1938 | 1939 | 1940 | 1941 | 1942 | 1943 | 1944 | 1945 | 1946 | 1947 | 1948 | 1949 | 1950 | 1951 |
| Jeux olympiques d'hiver |      |      | JA   |      |      |      | JA   |      |      |      | JI   |      |      |      |
| Championnats du monde |      |      | CA   | CA   | CA   | CA   | CA   | CA   | CA   | CI   | CI   | CI   | CI   | 11e  |
| Championnats du Japon | 4e   | 2e   | 1er  | 1er  | CA   | CA   | CA   | CA   | CA   | 1er  | 1er  | CA   | F    | 1er  |
| Légende : JA = Jeux olympiques annulés ; JI = Jeux olympiques interdits aux japonais ; CA= Championnats annulés ; CI = Championnats interdits aux japonais ; F = Forfait |      |      |      |      |      |      |      |      |      |      |      |      |      |      |